# فيليب أزفالدو
فيليب أزفالدو (بالبرتغالية: Felipe Azevedo‏) (10 يناير 1987 في البرازيل - ) هو لاعب كرة قدم برازيلي في مركز الهجوم. لعب مع باوليستا ونادي بوسان أي بارك ونادي بونتي بريتا ونادي بيترزالكا ونادي جوفنتودي ونادي سانتوس ونادي سبورت ريسيفه ونادي سيارا وLuverdense Esporte Clube ‏ ونادي إيتوانو ونادي 15 نوفمبر ‏ وأميريكا فوتيبول كلوبي (أيس بي).

## روابط خارجية
- فيليب أزفالدو على موقع دوري كوريا الجنوبية (الإنجليزية)
- فيليب أزفالدو على موقع قاعدة بيانات كرة القدم.إي يو (الإنجليزية)
- فيليب أزفالدو على موقع Soccerway.com (الإنجليزية)
- فيليب أزفالدو على موقع عالم كرة القدم.نت (الإنجليزية)